# Hottingen (Stadt Zürich)
Hottingen (zürichdeutsch Hottinge) ist ein Quartier der Stadt Zürich. Die ehemals selbständige Gemeinde Hottingen wurde 1893 eingemeindet. Sie bildet heute zusammen mit Fluntern, Hirslanden und Witikon den Kreis 7.

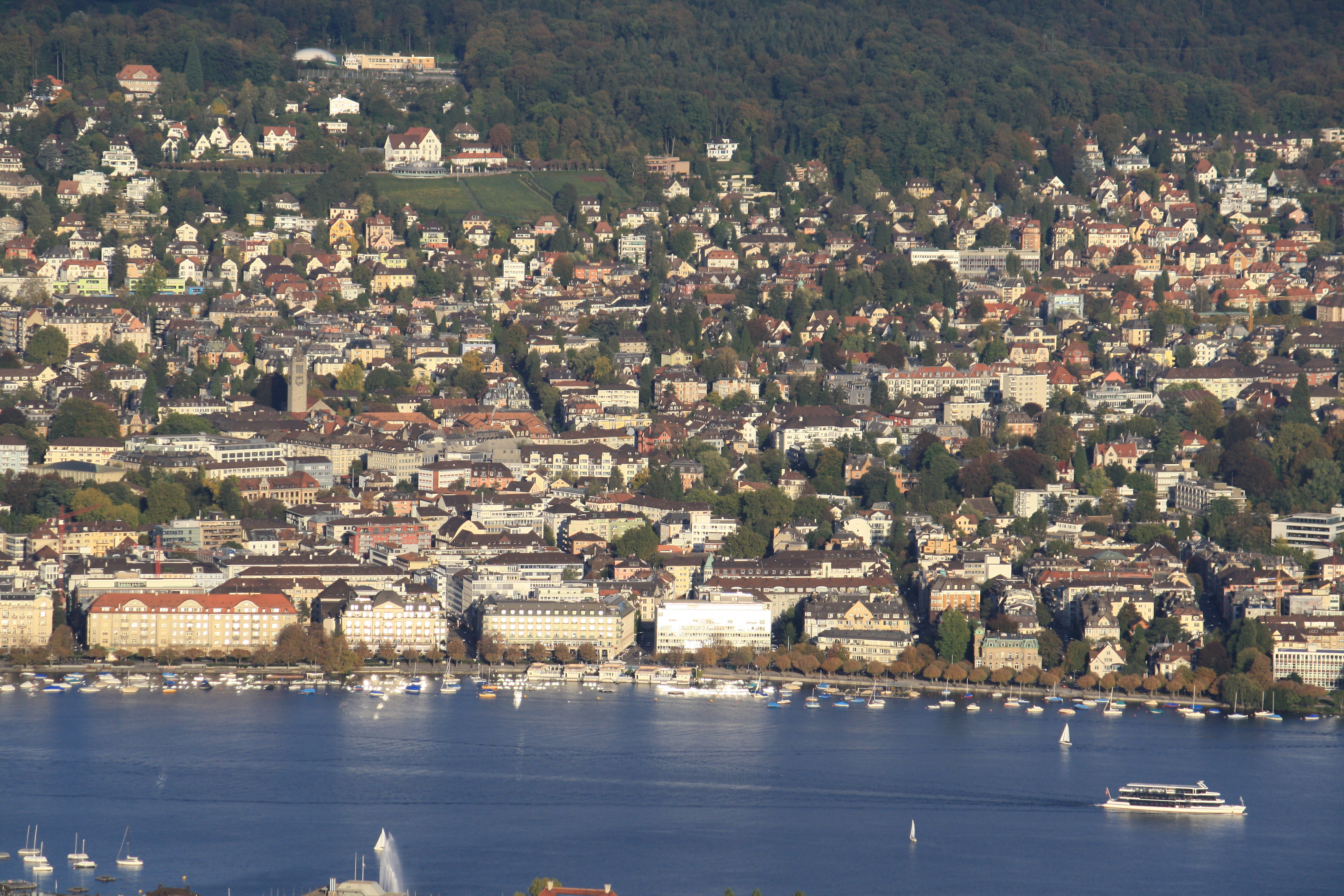
Hottingen, vom Uetliberg gesehen

## Wappen
Blasonierung:
In Rot ein gestieltes, vierblättriges grünes Kleeblatt

## Geschichte

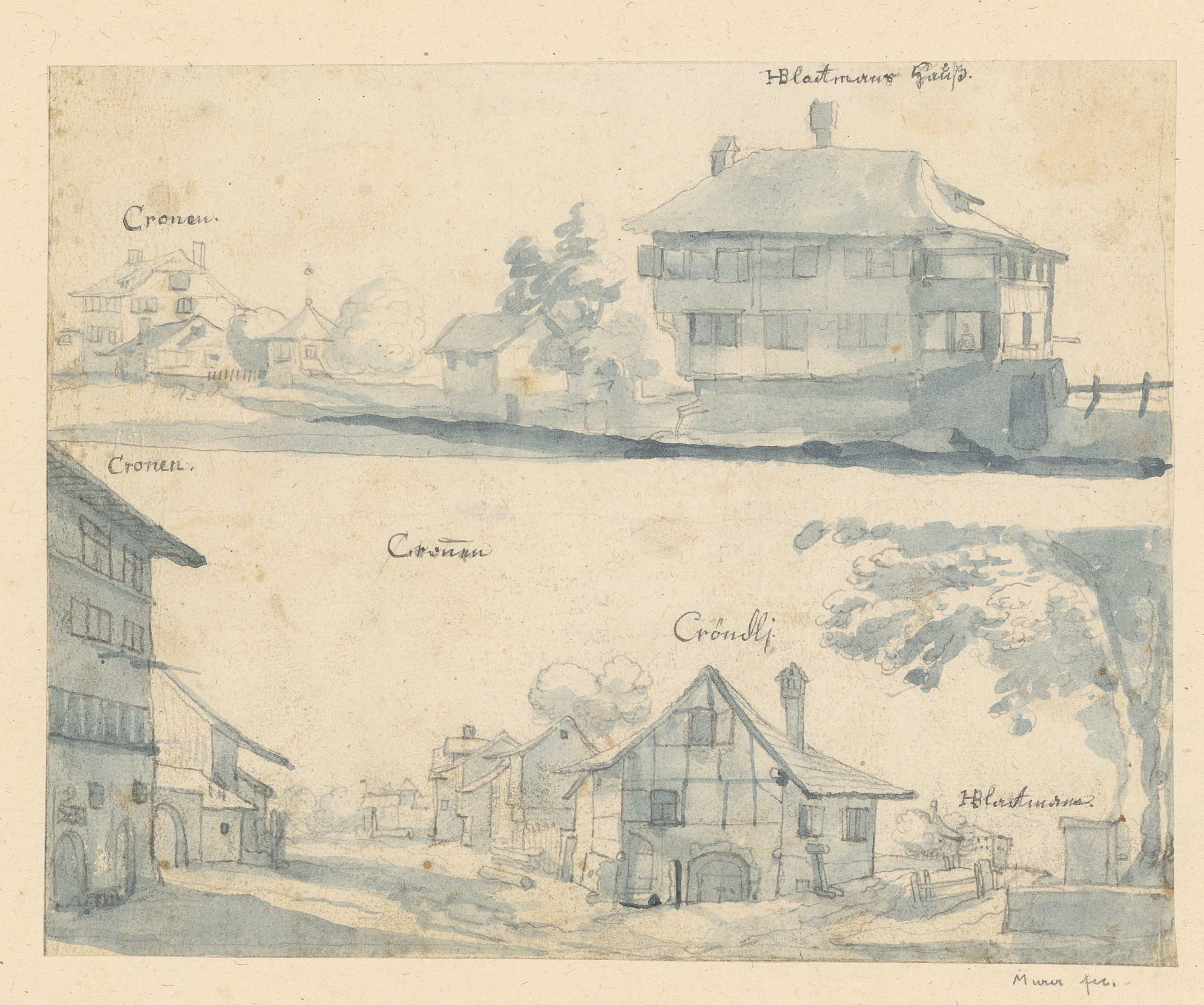
Ansichten von Hottingen, Blick von der "Krone" (Rechberg) in die Florhofgasse (17. Jahrhundert)

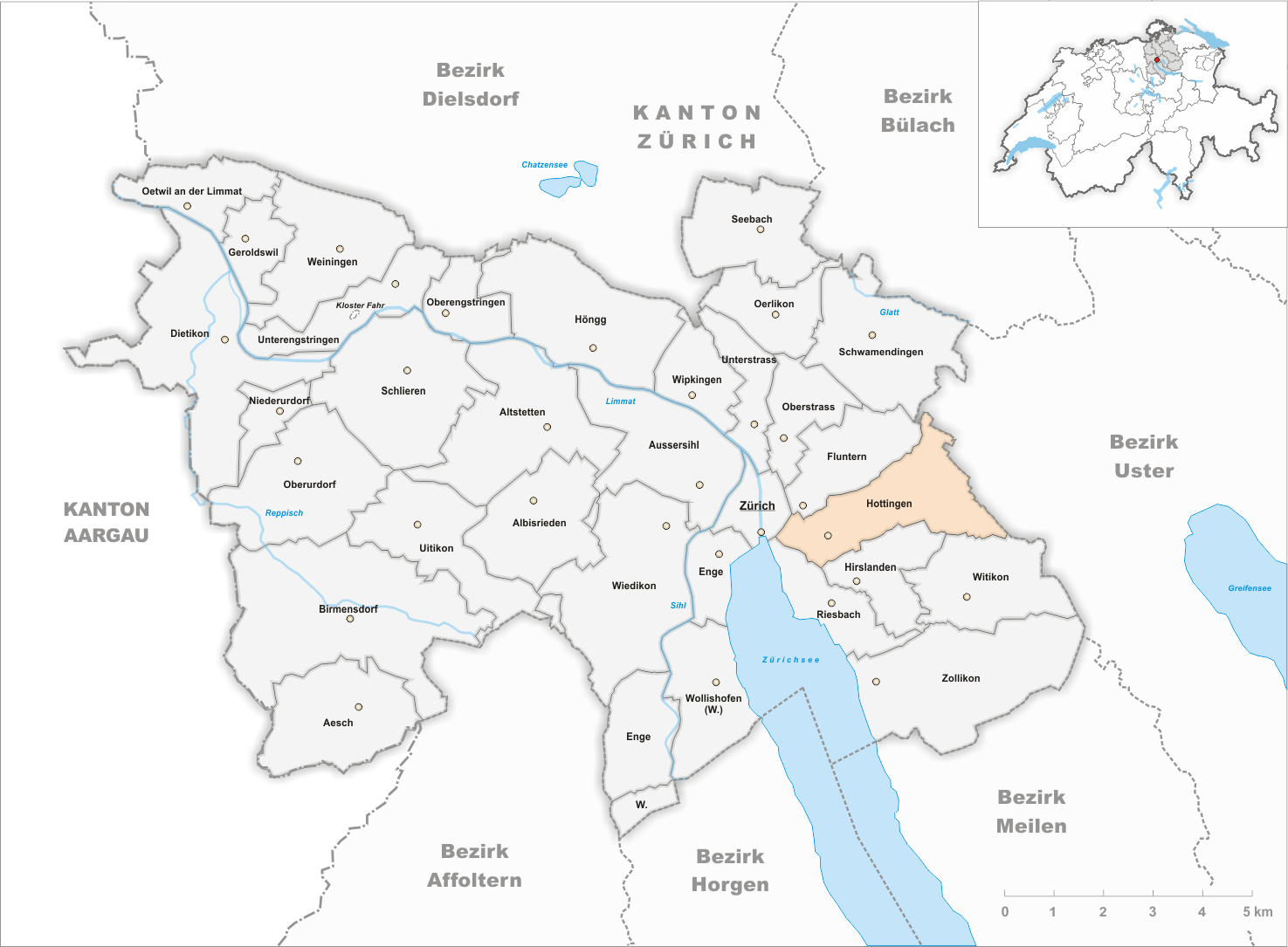
Gemeinde Hottingen innerhalb des Bezirks Zürich vor der Eingemeindung 1893

Kreuzkirche 1905

Luftbild von Werner Friedli (1949)

Erstmals urkundlich wird Hottingen im Jahr 946 als Hottinga erwähnt. Dies steht ahd. für «Siedlung der Leute des Hotto». Ähnliche Herkunft besitzen die Ortsnamen Hottwil im Kanton Aargau, sowie Hottingen in Rickenbach (Deutschland).
Ende des Mittelalters bestand die Siedlung aus gut zwei Dutzend Haushalten. Später bildeten sich um den heutigen Kreuzplatz und um den heutigen Hottingerplatz zwei Siedlungskerne. Die Hänge des Adlisbergs waren fast vollständig durch Reben genutzt. Im 18. Jahrhundert wohnten neben Bauern auch Kleinhandwerker und Heimarbeiter der Textilindustrie am Ort.
Mit der Entwicklung der nahen Stadt Zürich setzte im 19. Jahrhundert eine grosse Bautätigkeit ein. 1902–1905 wurde die evangelisch-reformierte Kreuzkirche im Stil des Klassizismus und Jugendstils gebaut, als Pendant zur gegenüberliegenden Kirche Enge. 1906–1908 folgte die römisch-katholische Kirche St. Anton, die als neuromanische Kirche mit Jugendstilelementen erbaut wurde und der erste öffentliche Auftrag des späteren ETH-Professors Karl Moser in Zürich war.

## Bevölkerungsentwicklung des Quartiers
Quelle: Statistik & Daten: Hottingen

## Religion
In Hottingen gibt es derzeit acht christliche Gemeinden und Gruppen, die sieben Gotteshäuser besitzen:
- Reformierte Kirchgemeinde Zürich der Evangelisch-reformierten Landeskirche des Kantons Zürich, Standort Kreuzkirche; Kirche erbaut 1902–1905 von der Architektengemeinschaft Otto Pfleghard und Max Haefeli. Die bis Ende 2018 existierende Kirchgemeinde Zürich-Hottingen erstreckte sich vom Kunsthaus hinauf zum Grand Hotel Dolder bis zum Waldrand; ihr gehörten über 3000 Mitglieder an.
- Römisch-katholische Kirche in der Schweiz – Pfarrei Sankt Anton; Kirche erbaut 1906–1908 vom Architekten Karl Moser
- Mission Catholique de langue française – Katholische Mission für Französischsprachige aus der Grossregion Zürich; Kirche Sainte Famille erbaut 1964–1966 von den Architekten Walter Pfammatter und Walter Rieger
- Neuapostolische Kirche – Gemeinde Zürich-Hottingen; Kirche erbaut 1977–1979 von den Architekten Hans Weideli und Ernst Kuster
- Evangelisch-freikirchliche Gemeinde St. Chrischona (seit 2021 «Vivakirche»)[4] und Jugendgruppe «Destiny Church» in der Bethelkapelle, die 1899 eingeweiht wurde.[5]
- Baptistengemeinde – Salemskapelle
- Evangelische Täufergemeinde – Evangelisches Gemeindehaus Hottingen
- Ersten Kirche Christi Wissenschafter – Kirche beim Kreuzplatz, erbaut 1937–1938 von den Architekten Hans Hofmann und Adolf Kellermüller

An der Bergstrasse beim Wolfbachtobel befindet sich Zürichs Hare-Krishna-Tempel.

## Bildung und Kultur
In Hottingen sind sechs öffentliche Schulen angesiedelt. Das Quartier gehört zum städtischen Schulkreis Zürichberg, im Quartier selber liegen die Primarschulen «Bungertwies» – organisiert als Tagesschule – und Ilgen. Das «Bungertwies» umfasst eine eigene Schulschwimmanlage, in der Schule untergebracht sind die Stufe Kindergarten, die Unterstufe (1.–3. Klasse) und die Mittelstufe (4.–6. Klasse). Das «Ilgen» beherbergt im Ilgen A die Stufe Kindergarten und die Unterstufe, im Ilgen B die Mittelstufe.
Die Oberstufe (7.–9. Schuljahr) wird in den Nachbarquartieren besucht, der Schulkreis Zürichberg umfasst die drei Oberstufenschulhäuser Hirschengraben, Hirslanden-Hofacker und Riesbach-Münchhalde, sowie die Kunst- und Sportschule Neumünster.
Von den auf kantonaler Ebene organisierten Gymnasien sind in Hottingen die Kantonsschule Rämibühl und die Kantonsschule Hottingen angesiedelt. Die KS Hottingen ist ein Gymnasium mit wirtschaftlich-rechtlichem Profil sowie eine Informatikmittelschule.

### Lesezirkel Hottingen
Der Lesezirkel Hottingen wurde am 4. November 1882 durch die Hottinger Turnvereinskollegen Wilfried Treichler und Hans Bodmer im Wirtshaus zur Sonnegg gegründet. Er wollte «belehrende Unterhaltung», «Kenntnis der Tagesliteratur» und «Studium des politischen, sozialen, wissenschaftlichen und künstlerischen Lebens der Gegenwart» für «weite Kreise der Bevölkerung unentgeltlich zugänglich» machen. 1886 begannen die legendären Abende für Literatur und Kunst. Unter anderen lasen Hugo von Hofmannsthal, Rainer Maria Rilke, Gerhart Hauptmann, Hermann Hesse, Rudolf Alexander Schröder, Karl Kraus, Ernst Zahn und Thomas Mann.
Während rund 50 Jahren war der als Verein organisierte Lesezirkel Hottingen ein prägendes Element im Kulturleben der Stadt Zürich. Anfang des Zweiten Weltkriegs wurde er wegen finanzieller Schwierigkeiten liquidiert.

## Persönlichkeiten
- Johann Jakob Füssli (1792–1860), evangelischer Geistlicher und Antistes von Zürich, in Hottingen verstorben
- Arnold Böcklin (1827–1901), Maler; wohnhaft 1885–1892 in der heutigen Böcklinstrasse 17
- Johann Caspar Willi (1829–1905), Komponist und Dirigent der Romantik
- Hermann Bleuler (1837–1912), Maschineningenieur; in Hottingen geboren
- Cilla Fechner (1857–unbekannt), Schriftstellerin
- Carl Abegg (1860–1943), Textilfabrikant; in Hottingen geboren
- Bertha von Petersenn (1862–1910), Reformpädagogin; in Hottingen geboren
- Sigismund Righini (1870–1937), Maler und Kunstpolitiker
- Carl Gustav Schwalbe (1871–1938), Chemiker und Hochschullehrer, in Hottingen geboren
- Ernst Zuppinger (1875–1948), Kunstmaler, in Hottingen geboren
- Fritz Baltzer (1884–1974), Zoologe, Entwicklungsphysiologe und Genetiker; in Hottingen geboren
- Willy Fries (Maler, 1881) (1881–1965), Maler
- Elisabeth Luz (1888–1971), Fürsorgerin, in Hottingen geboren
- William Wolfensberger (1889–1918), Dichterpfarrer, in Hottingen geboren
- Franz Tank (1890–1981), Physiker, in Hottingen geboren
- Hanny Fries (1918–2009), Malerin und Illustratorin
- Jürg Randegger (1935–2023),  Kabarettist und Fernsehmoderator, lebte in Hottingen

## Sehenswürdigkeiten
- Das Schauspielhaus am Heimplatz (Pfauen) ist das wichtigste Sprechtheater der Stadt.
- Die 1902 bis 1905 erbaute evangelische Kreuzkirche mit ihrer imposanten Kuppel ist eine Kombination verschiedener Baustile vom Klassizismus bis zum Jugendstil. Das Gotteshaus mit Kreuz als Umriss liegt mitten im Wohn- und Schulquartier Hottingens.
- Das Kulturama an der Englischviertelstrasse ist ein Museum zur Evolutions- und Kulturgeschichte. Es zeigt Exponate der Paläontologie, um die Evolutionsbiologie von Mensch und Tier zu dokumentieren, widmet sich aber ebenso den frühen Hochkulturen.
- Im ehemaligen Atelier der Künstler Sigismund Righini, Willy und Hanny Fries an der Klosbachstrasse 150 werden seit 2013 regelmässig Ausstellungen gezeigt. Die Stiftung Righini-Fries bewahrt deren bildnerischen und schriftlichen Nachlässe.[7]
- Das Coninx-Museum an der Heuelstrasse beherbergt die Sammlung des Malers und Kunstsammlers Werner Coninx (1911–1980).
- The Dolder Grand gehört zu den exklusivsten Hotels der Stadt. Es ist seit der umfassenden Renovation durch den Architekten Norman Foster ein Gebäudekomplex, der historische und moderne Hotelarchitektur in sich vereint.
- Die Bircher-Benner-Klinik – das ehemalige Sanatorium des Birchermüesli-Erfinders Maximilian Oskar Bircher-Benner – gehört heute der Zurich Financial Services und dient anderen Zwecken. Die Gebäude an der Kelten- bzw. Köllikerstrasse sind erhalten.
- Sowohl der alte als auch der neue Hauptsitz der FIFA befinden sich in Hottingen: zuerst auf dem Sonnenberg, jetzt in der Nähe des Zoos.

## Verkehr

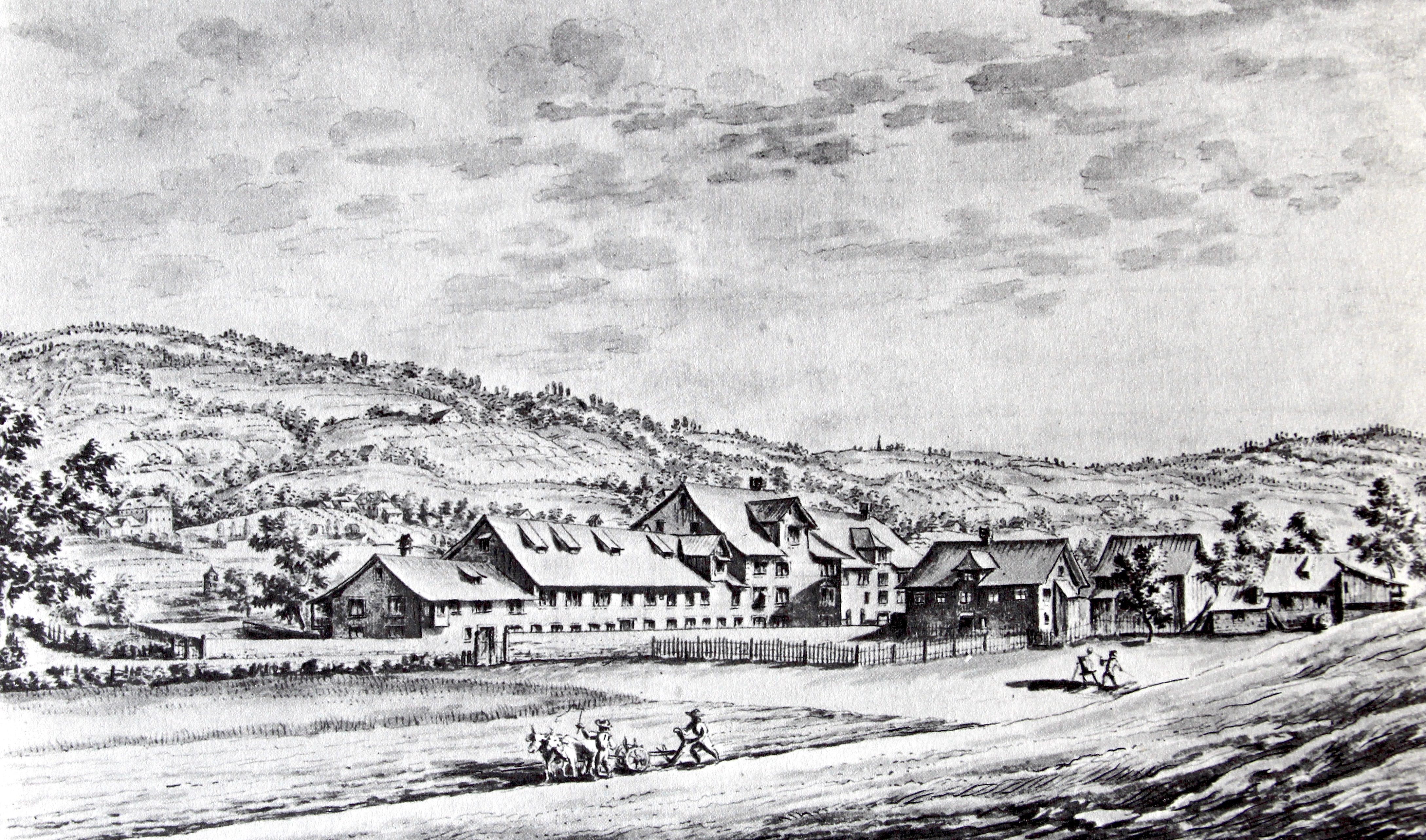
Zeltweg 1779; Zeichnung von Johann Balthasar Bullinger

Hottingen wird vom Stadtzentrum her durch die Tramlinien 3 und 8 der Verkehrsbetriebe Zürich erschlossen, ferner durch die Trolleybuslinie 31. Die höher gelegenen Gebiete des Quartiers sind mit der Tangential-Trolleybuslinie 33 sowie mit der Dolderbahn erreichbar. Der Kreuzplatz am südlichen Quartierrand ist zudem durch die Tramlinien 11 sowie durch die Forchbahn (S18) an den öffentlichen Verkehr angebunden. Der Adlisberg ist ab dem Römerhofplatz mit der Dolderbahn verbunden.
Hauptverkehrsachsen sind die Hottingerstrasse (welche beim Schauspielhaus beginnt und beim Römerhofplatz in die Asylstrasse übergeht) sowie die Bergstrasse (welche den Klusplatz mit der Kirche Fluntern verbindet). Eine weitere wichtige Verkehrsachse – die bereits die Quartiergrenze zu Riesbach bildet – ist die Kreuzbühl-/Forchstrasse (Verbindung vom Bahnhof Stadelhofen zum Hegibachplatz).